# Jay Chou
Jay Chou (周杰伦 în chineză, Zhōu Jiélún în pinyin, n. 18 ianuarie 1979, 林口區⁠(d), 臺北縣⁠(d), Taiwan) este un cântăreț de muzică populară din Taiwan. Este cunoscut pentru combinația lui între stiluri muzicale chinezești și vestice, cu unele influențe clasice, pentru a produce un sunet unic în muzica populară chinezească. Versurile sale deseori tratează subiecte controversate, precum violența în familie (în 爸我回來了/"Tată, m-am întors"), protecția mediului (în 梯田, "Câmpurile de orez"), efectele negative ale războiului (în 止戰之殤/"Rănile care termină războiul) și respectul față de mamă (în 聽媽媽的話/"Ascultă-ți mama"). Sunetul său unic la făcut pe Chou foarte popular prin Asia, mai ales Taiwan, China, Hong Kong, Malaysia, Indonezia, Singapore și Japonia. De asemenea, este foarte popular în comunitățile chinezești din străinătate.